# Эрвина
Эрвина́ — марийское женское личное имя. Происходит от марийского слова эр, что означает утро, вина — суффикс. Т.о. имя можно перевести как рождённая утром, ранняя, утренняя. Варианты имени: Эрви́й, Эрви́ также произошли от слова эр и суффиксов вий и ви, соответственно.

## Ударение
При марийском произношении имени ударение ставится на последний слог — Эрвина́, также как и во многих других марийских именах. При русском варианте произношения ударение ставится на второй слог — Эрви́на, также как и в именах Ири́на или Мари́на.

## Интересное
- В Йошкар-Оле был кинотеатр с названием «Эрвий»[3].